# Fotheringhay Castle
Fotheringhay Castle även känt som Fotheringay Castle, var ett slott i Storbritannien.   Det ligger i grevskapet Northamptonshire och riksdelen England, i den sydöstra delen av landet, 110 km norr om huvudstaden London. Fotheringhay Castle ligger 21 meter över havet.
Det grundades som en normandisk medeltidsborg, tillhörde skotska kungafamiljen under 1100-talet och sedan företrädesvis det engelska kungafamiljen. Det är främst känt som residens för hertigarna av York under rosornas krig på 1400-talet, och som den plats där rättegången och avrättningen av Maria Stuart ägde rum på 1500-talet. 

## Historik
Fotheringhay uppfördes omkring sekelskiftet 1100 som en normandisk medeltidsborg av den normandiska adelsmannen Simon I de Senlis, Earl of Huntingdon-Northampton. Genom att Maud av Huntingdon 1113 gifte sig med David I av Skottland tillhörde slottet den skotska kungafamiljen fram till 1215, då Englands kung konfiskerade det. 
Slottet tillhörde sedan engelska kungahuset under 1200- och 1300-talet. Under baronernas uppror på 1220-talet ockuperades det av William de Forz, 3rd Earl of Albemarle mot kung Henrik III, och under baronernas andra uppror 1264-65 av Robert de Ferrers, 6th Earl of Derby. 
1377 gav kung Edvard III Fotheringhay Castle till sin son prins Edmund av Langley, hertig av York, och slottet var därefter huvudsätet för den kungliga sidogrenen hertigarna av York till 1485, då slottet återgick till kungafamiljen. 
Fotheringay Castle är känd som den plats där rättegången mot den fängslade skotska drottningen Maria Stuart ägde rum mellan 5 och 7 oktober 1586. Maria Stuarts avrättning ägde även den rum på Fotheringay Castle 8 februari 1587. 
Efter Maria Stuarts avrättning lämnades slottet att förfalla. År 1635 uppgavs det ligga i ruiner, och strax därpå revs ruinerna och stenmaterialet togs tillvara. Endast jordlämningar återstår. 

## Terräng och omgivning
Terrängen runt Fotheringhay Castle är huvudsakligen platt. Fotheringhay Castle ligger nere i en dal. Runt Fotheringhay Castle är det ganska tätbefolkat, med 172 invånare per kvadratkilometer. Närmaste större samhälle är Peterborough, 13,9 km öster om Fotheringhay Castle. Trakten runt Fotheringhay Castle består till största delen av jordbruksmark.